# Midori, Yokohama

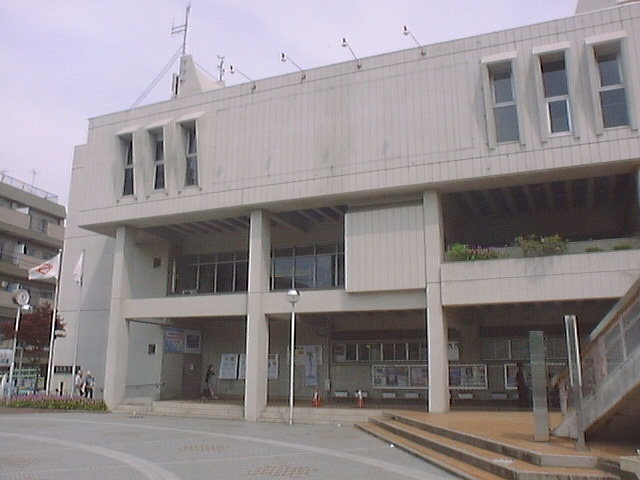
Văn phòng quận Midori

Midori-ku, Yokohama (緑区) là một khu thuộc thành phố Yokohama, tỉnh Kanagawa, Nhật Bản.